# エルナンデス・ロドリゲス・ダ・シウヴァ
エルナンデス・ロドリゲス（Hernandes Rodrigues）ことエルナンデス・ロドリゲス・ダ・シウヴァ（ポルトガル語: Hernandes Rodrigues da Silva，1999年9月2日 - ）は、ブラジル・ポルト・ナシオナル出身のサッカー選手。ポジションはフォワード。全北現代モータース所属。
Kリーグ時代の登録名はエルナンデス（ハングル: 에르난데스）。

## クラブ歴
ブラジルのポルト・ナシオナルで生まれ育ち、2019年に18歳でグレミオのユースに入団をした。